# Sideroxylon inerme
Sideroxylon inerme là một loài thực vật có hoa trong họ Hồng xiêm. Loài này được L. miêu tả khoa học đầu tiên năm 1753.

## Hình ảnh

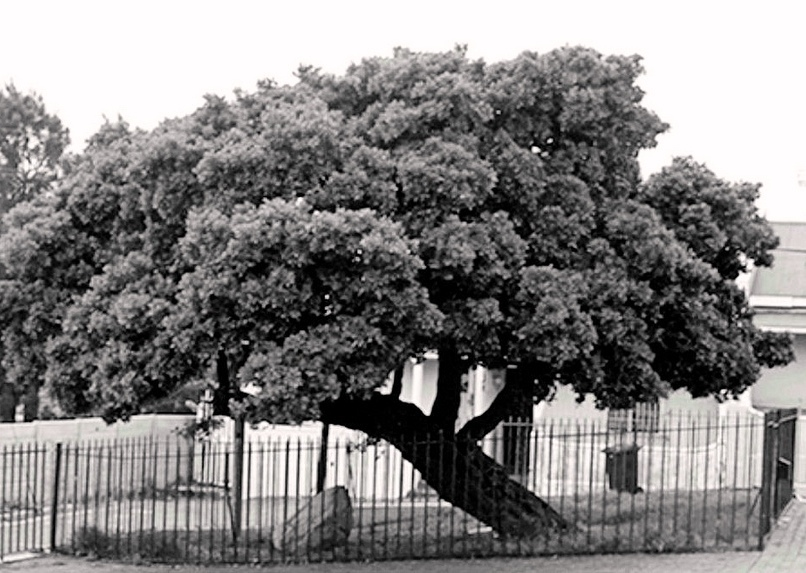
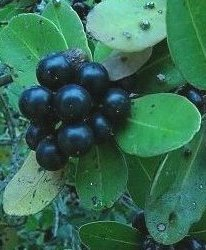
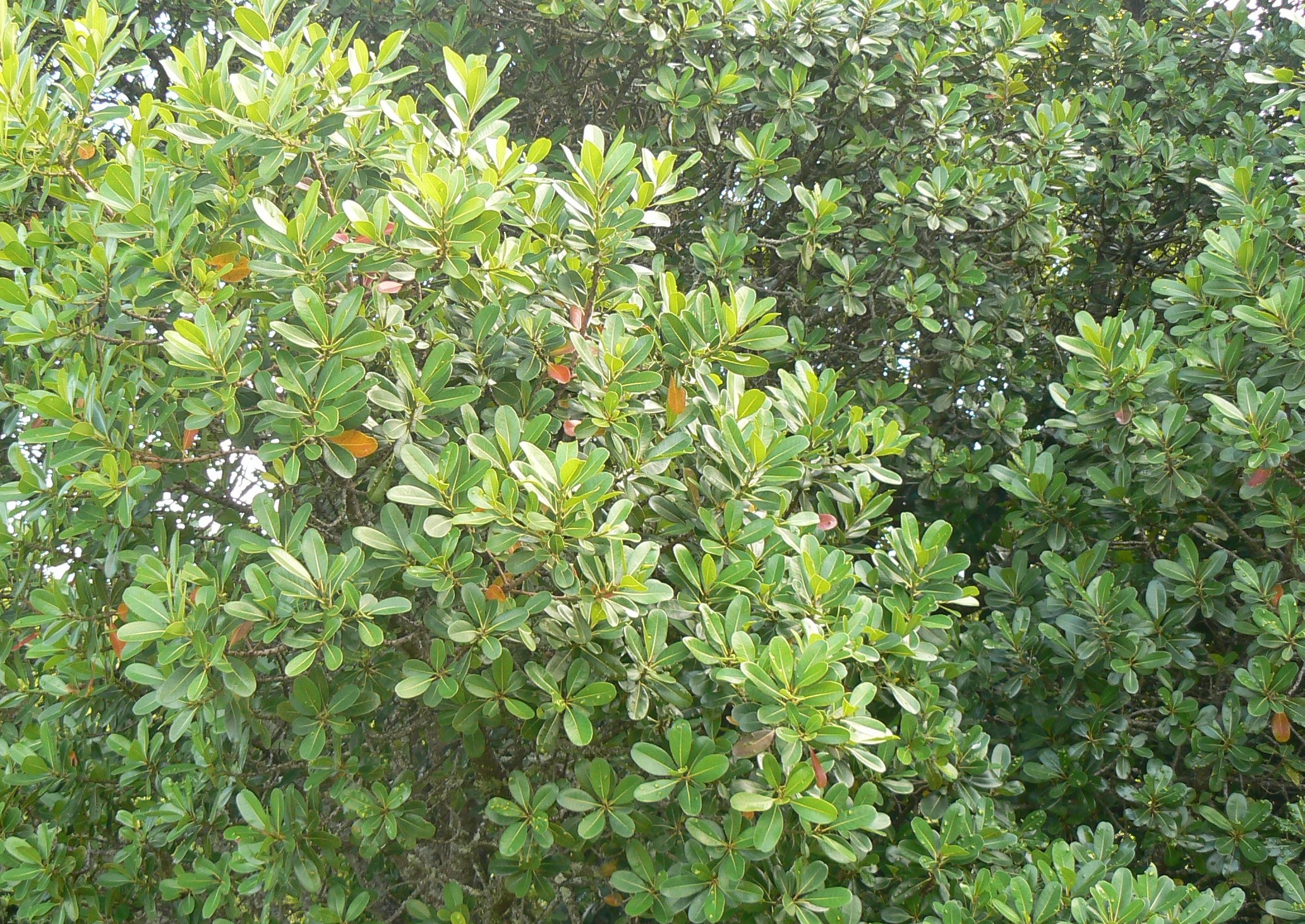
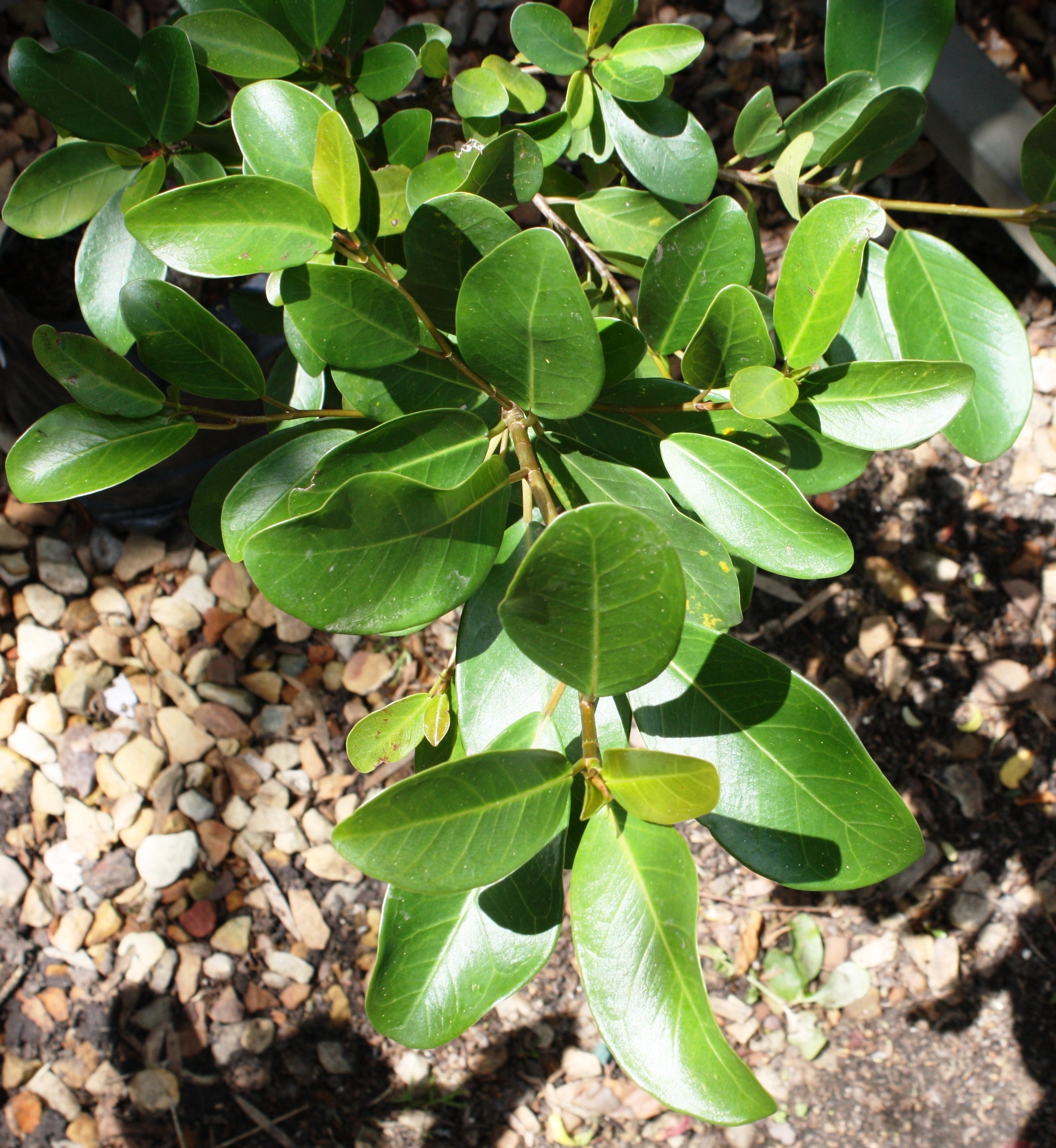